# Ласалія російська
Ласалія російська (Lasallia rossica) — реліктовий (третинний) вид лишайників роду ласалія (Lasallia). Сучасну біномінальну назву надано у 1978 році.

## Будова
Тіло з численними пухирчастими здуттями до 11,5 см. Лишайник прикріплений до субстрату центральним гомфом. Блідо-сіра поверхня слані має білуватий наліт.

## Життєвий цикл
Розмножується нестатевим та статевим (спорами) шляхом.

## Поширення та середовище існування
Європа, Північний Кавказ, Урал, Південно-західний Сибір, Північна Монголія, Далекий Схід, Українські Карпати. Трапляється групами в альпійському поясі.

## Природоохоронний статус
Включений до третього видання Червоної книги України (2009 р.). Охороняється у Карпатському НПП.